# Tympanoctomys barrerae
Tympanoctomys barrerae é um gênero de roedor da família pactodidae. É a única espécie do gênero Tympano. Endêmica da Amazônia, pode ser encontrada nas planícies áridas da província de Mendoza, numa distribuição geográfica naturalmente fragmentada.